# 25 Batalion Budowlany
25 Batalion Budowlany  – jednostka służby kwaterunkowo-budowlanej Wojska Polskiego.
Batalion sformowany  został w 1952 roku w Oleśnicy dla potrzeb Wojsk Lotniczych, według etatu 19/20. Utrzymywany był  poza normą wojska.